# 교토 아스트로 드림스
교토 아스트로 드림스(일본어: 京都アストドリームス, Kyoto Astro Dreams)는 일본 여자 프로 야구 구단이다.